# 鞍山道駅
鞍山道駅（あんざんどう-えき）は中華人民共和国天津市和平区に位置する天津地下鉄1号線の駅である。

## 駅構造
- 相対式ホーム2面2線の地下駅で、ホームドア完備。出口はA～Dの4箇所ある。

| 1号線ホーム (B1F) | 相対式ホーム            |
| 1号線ホーム (B1F) | ←1号線 営口道・李楼方面 |
| 1号線ホーム (B1F) | 1号線 西站・劉園方面→   |
| 1号線ホーム (B1F) | 相対式ホーム            |

## 駅周辺
- 天津市統計局
- 天津市血液病医院
- 天津医科大学総医院
- 天津市少児図書館
- 天津市匯文中学

## 歴史
- 1984年12月28日 - 当時「電報大楼駅」という駅名で開業。
- 2001年10月19日 - リニューアル工事のため運転中止。
- 2006年6月12日 - 「鞍山道駅」に改名し、再開業。

## 隣の駅
- ■1号線

営口道駅 - 鞍山道駅 - 海光寺駅
座標: 北緯39度07分09秒 東経117度10分54秒 / 北緯39.1192度 東経117.1818度